# If I Had Known I Was a Genius
If I Had Known I Was a Genius es una película dirigida por Dominique Wirstchafter y escrita por Markus Redmond (quien también protagoniza en la película). La película se estrenó el 23 de enero de 2007 en el Festival de Cine de Sundance 2007.

## Trama
Michael (Markus Redmond) es un chico afroamericano con el cociente intelectual de un genio. Su familia se niega a animarlo y trata de desanimarlo y su madre (Whoopi Goldberg) lo apoda "Feo". Michael se inscribe en la clase de drama de la secundaria y encuentra el estímulo de un profesor excéntrico.

## Elenco
- Nikita Ager
- Reed Alexander
- John Balma
- Steven E. Barnes como Estudiante de Secundaria
- Jenica Bergere como chica del celular
- Nadia Bjorlin
- Kwesi Boakye como Niño pequeño
- Jimmy Bradley
- Brett Buford
- McCaleb Burnett como Jeremy
- Brianna Canillas
- Roslyn Cohn
- Keith David como padre
- David Denman como Baker
- Izzy Diaz
- Bree Elise
- Wayne Charles Fugate
- Whoopi Goldberg
- John Griffin
- Julie Hagerty como Maestra
- Kira Legg
- Christian Monzon como Jefe
- Jeran Pascascio
- Andy Pessoa
- Rob Pinkston
- Markus Redmond como Michael Reed
- Della Reese como Nana
- Tara Reid como Stephanie
- Andy Richter
- Elliott Smith
- French Stewart como Director
- Sharon Stone como Gloria Fremont
- Shawna Sutherland
- Livia Treviño como Maestra
- Shannon Vann
- Debra Wilson como Teresa
- Paul Witten